# Chợ Garak
Chợ cá Garak hoặc Chợ Nông sản Garak-dong là chợ cá và nông sản rộng lớn ở khu vực Garak-dong, Songpa-gu, Seoul, Hàn Quốc. Có thể đến chợ bằng Ga chợ Garak của tuyến Tàu điện ngầm Seoul.

## Cơ quan Quản lý

### Tập đoàn Thực phẩm và Nông -Thủy sản Seoul

#### Sứ mệnh
Chúng tôi làm cho khách hàng hài lòng bằng cách cung cấp hệ thống phân phối nông sản hiệu quả

#### Tầm nhìn
Trở thành nhà lãnh đạo toàn cầu trong Phân phối Nông sản

#### Mục tiêu chiến lược
Hệ thống phân phối hiệu quả, Thị trường Toàn cầu thân thiện với môi trường, phát triển công cụ tăng trưởng mới, quản lý bền vững tập trung vào khách hàng.

#### Mục đích thành lập
- Góp phần ổn định cuộc sống của người sản xuất và người tiêu dùng thông qua việc thúc đẩy phân phối nông sản và hải sản
- Để duy trì giá cả phù hợp và là nguồn cung cấp ổn định nông-hải sản.

#### Mảng kinh doanh chính
- Quản lý và vận hành các chợ bán sỉ nông, hải sản được thành lập bởi thành phố Seoul
- Chỉ đạo và giám sát các công ty bán đấu giá, các nhà bán sỉ trung gian và các thương nhân có liên quan
- Duy trì đơn giao dịch tại các chợ bán sỉ
- Hiện đại hóa hệ thống phân phối của nông-hải sản
- Huấn luyện các chuyên gia về lĩnh vực phân phối (giáo dục và đào tạo)
- Điều tra, phân tích và cung cấp thông tin phân phối nông-hải sản
- Giám sát chất lượng và vệ sinh an toàn thực phẩm
- Quản lý tiêu chuẩn, xếp loại, đóng gói, lưu trữ thực phẩm tươi.

#### Nhiệm vụ chính
- Cung cấp môi trường giao dịch công bằng và minh bạch
- Cải thiện hệ thống phân phối nông sản hiện có
- Cung cấp thông tin phân phối chất lượng cao nhanh chóng và đa dạng
- Thúc đẩy khả năng cạnh tranh của nhà phân phối
- Giảm hao phí và tái chế
- Kiểm tra an toàn thực phẩm nông sản
- Hướng dẫn phân loại và truy xuất nguồn gốc
- Mở rộng cơ sở thu thập, chuyển phát và lưu trữ cho môi trường phân phối mới.

## Thư viện ảnh

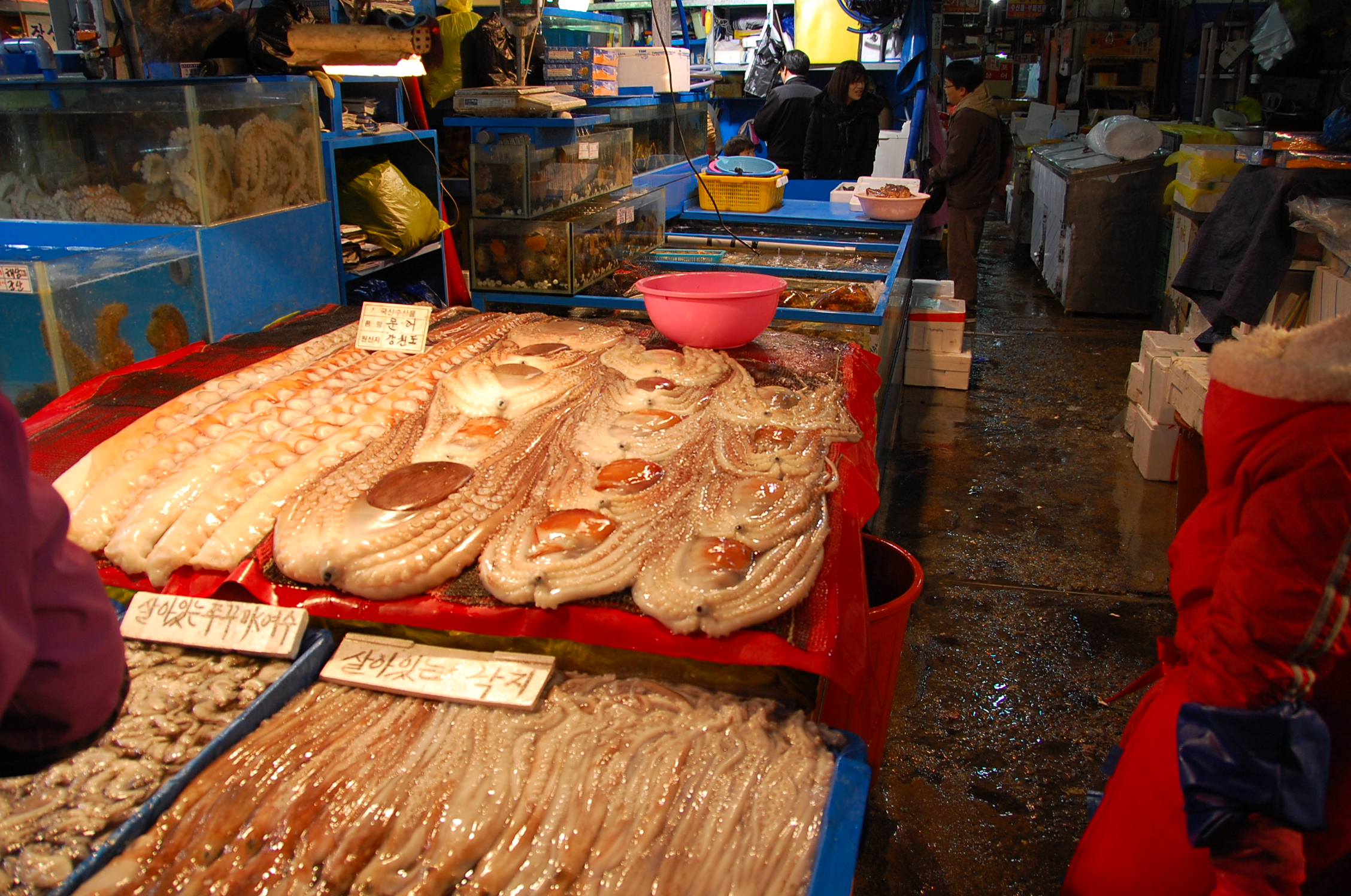
Cá được trưng bày trong chợ
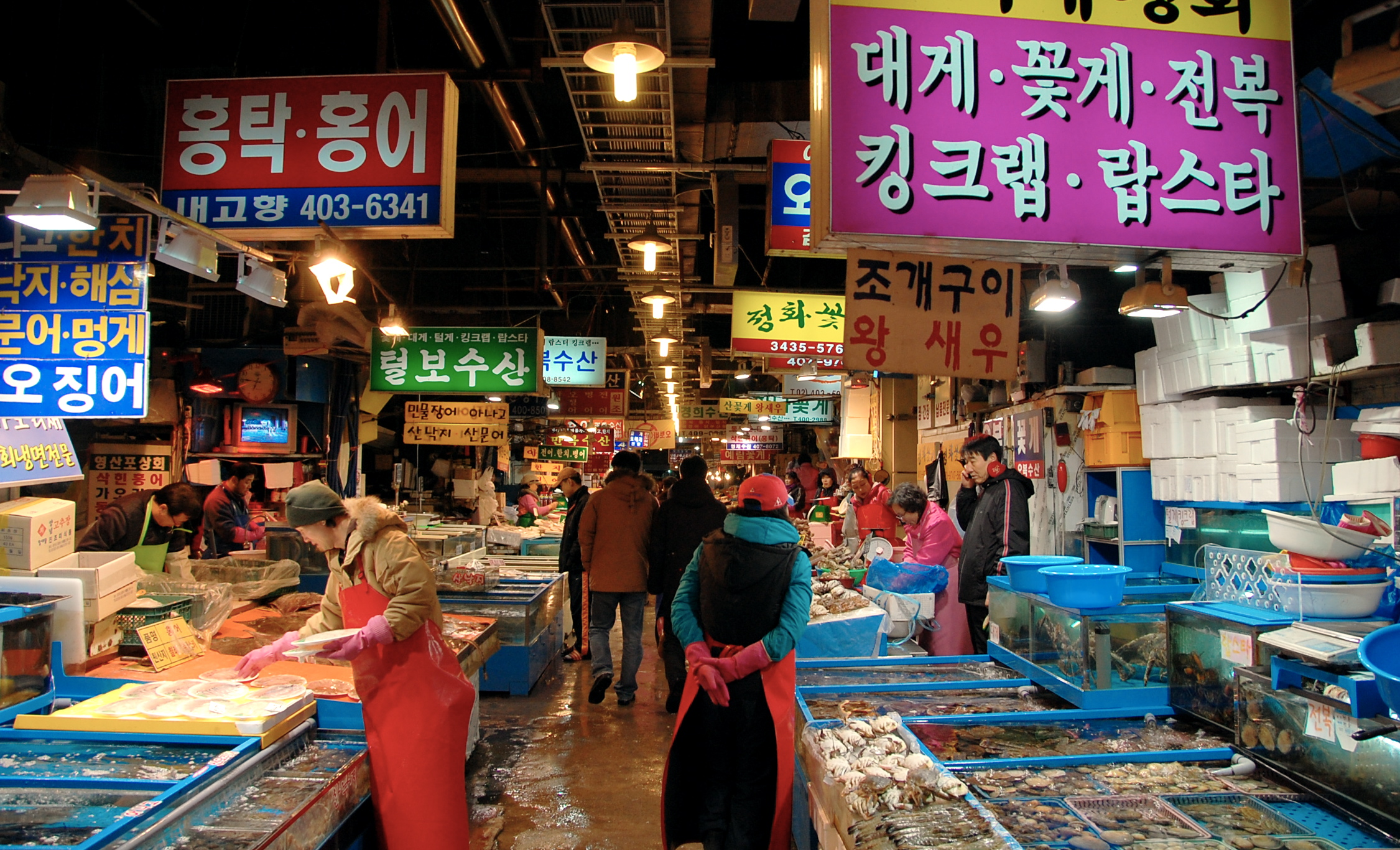
Chợ cá Garak